# NFL Europa Stadions
De stadions van de clubs in de NFL Europa zijn de volgende:
| Huidige Teams                            | Huidige Teams                              | Huidige Teams                                    | Huidige Teams | Huidige Teams | Huidige Teams                |
| Team                                     | Stadion                                    | Jaren                                            | Capaciteit    | Geopend       | Stad                         |
| ---------------------------------------- | ------------------------------------------ | ------------------------------------------------ | ------------- | ------------- | ---------------------------- |
| Amsterdam Admirals                       | Amsterdam ArenA                            | 1997-heden                                       | 51,859        | 1996          | Amsterdam, Nederland         |
| Amsterdam Admirals                       | Olympisch Stadion                          | 1995-1996, één wedstrijd in 2000, en één in 2006 | Onbekend      | 1928          | Amsterdam, Nederland         |
| Berlin Thunder                           | Olympisch Stadion, Berlijn                 | 2004-heden                                       | 76,000        | 1936          | Berlijn, Duitsland           |
| Berlin Thunder                           | F. L. Jahn Sportpark                       | 1998-2003                                        | 19,500        | 1951          | Berlijn, Duitsland           |
| Cologne Centurions                       | RheinEnergieStadion                        | 2004-heden                                       | 50,374        | 1923          | Keulen, Duitsland            |
| Frankfurt Galaxy                         | Commerzbank-Arena Waldstadion (1925-2005)  | 2005-heden 1995-2005                             | 52,000        | 1925          | Frankfurt am Main, Duitsland |
| Hamburg Sea Devils                       | AOL Arena                                  | 2005-heden                                       | 55,989        | 2000          | Hamburg, Duitsland           |
| Rhein Fire                               | LTU Arena                                  | 2005-heden                                       | 51,500        | 2004          | Düsseldorf, Duitsland        |
| Rhein Fire                               | Veltins-Arena Arena AufSchalke (2001-2005) | 2003-2004                                        | 61,524        | 2001          | Gelsenkirchen, Duitsland     |
| Rhein Fire                               | Rheinstadion                               | 1995-2002                                        | 55,900        | 2001          | Düsseldorf, Duitsland        |
| Stadions van opgeheven teams             |                                            |                                                  |               |               |                              |
| Team                                     | Stadion                                    | Jaren                                            | Capaciteit    | Geopend       | Stad                         |
| Barcelona Dragons (1991-1992, 1995-2003) | Mini Estadi                                | 2001-2003                                        | 15,276        | 1982          | Barcelona, Spanje            |
| Barcelona Dragons (1991-1992, 1995-2003) | Estadi Olímpic Lluís Companys              | 1991-1992, 1995-2000                             | 56,000        | 1929          | Barcelona, Spanje            |
| England Monarchs (1998)                  | Crystal Palace National Sports Centre      | 1998                                             | 15,500        | 1964          | Londen, Engeland             |
| England Monarchs (1998)                  | Ashton Gate                                | 1998                                             | 21,500        | 1900          | Bristol, Engeland            |
| England Monarchs (1998)                  | Alexander Stadium                          | 1998                                             | 7,600         | 1976          | Birmingham, Engeland         |
| London Monarchs (1991-1992, 1995-1997)   | Stamford Bridge                            | 1997                                             | 42,449        | 1877          | Londen, Engeland             |
| London Monarchs (1991-1992, 1995-1997)   | White Hart Lane                            | 1995-1996                                        | 36,240        | 1899          | Londen, Engeland             |
| London Monarchs (1991-1992, 1995-1997)   | Wembley Empire Stadium                     | 1991-1992                                        | 80,000        | 1924          | Londen, Engeland             |
| Scottish Claymores (1995-2004)           | Hampden Park                               | 1998-2004                                        | 52,500        | 1903          | Glasgow, Schotland           |
| Scottish Claymores (1995-2004)           | Murrayfield Stadium                        | 1995-2004                                        | 67,500        | 1925          | Edinburgh, Schotland         |